# Hằng Nga

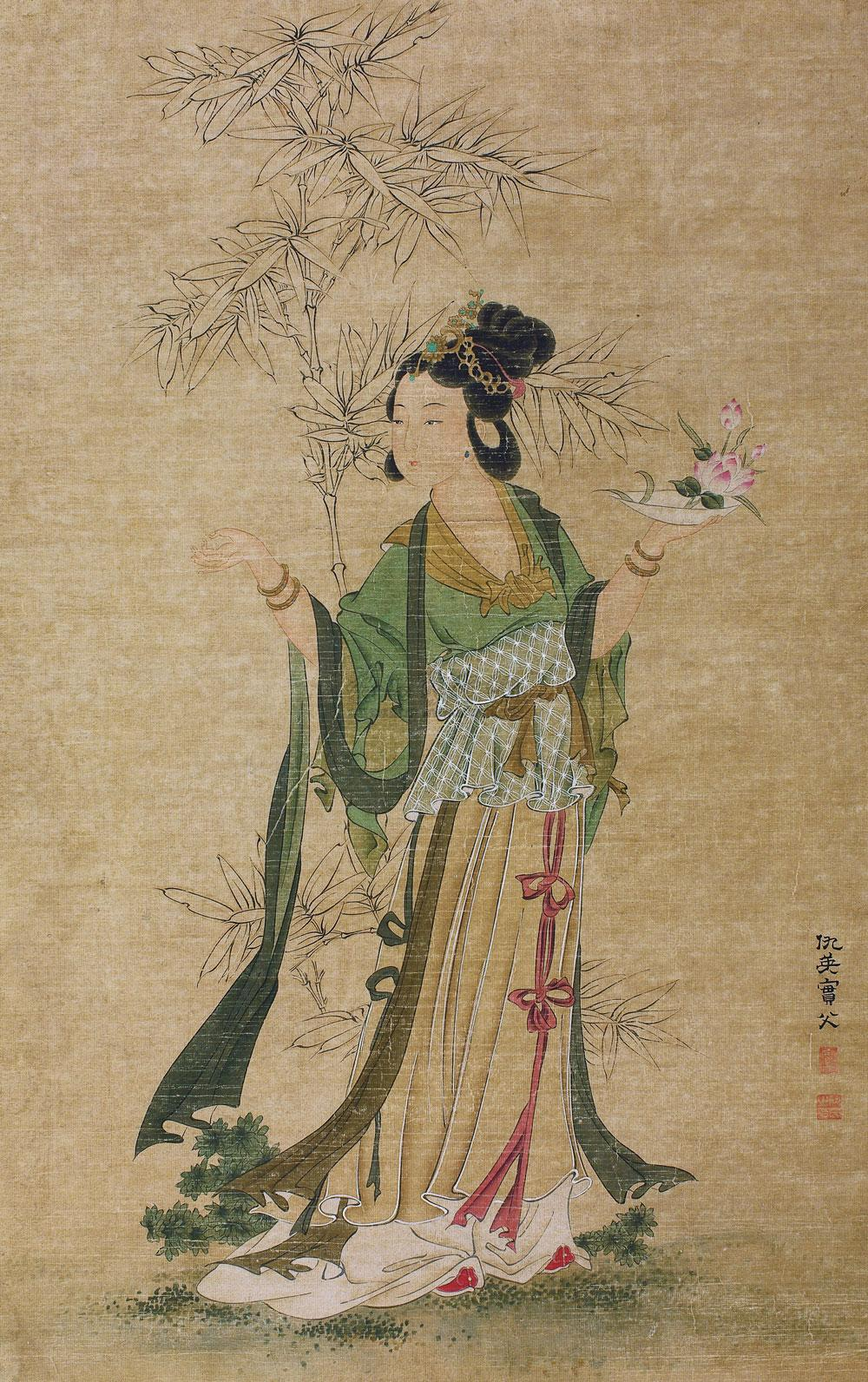
Tranh vẽ Hằng Nga

Hằng Nga (chữ Hán: 姮娥), cũng gọi Thường Nga (chữ Hán: 嫦娥 hay 常娥), người Việt Nam hay gọi Chị Hằng.
Trong nghệ thuật Đông Á, Hằng Nga thường xuyên là đề tài của nhiều tác phẩm hội họa, ca kịch cổ tích trong truyền thuyết Trung Hoa. Phần lớn truyền thuyết đều hình dung nàng có một dung mạo xinh đẹp phi phàm và đều gắn liền với tình duyên cùng Hậu Nghệ, một vị anh hùng huyền thoại thời cổ, người được cho là đã bắn rụng 9 mặt trời để giúp dân chúng. Về sau nàng được Tây Vương Mẫu tặng thuốc trường sinh, song do hiệu lực của thuốc quá lớn khiến nàng bay lên trời và đến Mặt Trăng, về sau truyền thuyết này được gọi là Hằng Nga bôn nguyệt (姮娥奔月). Trong văn hóa Việt Nam, Chị Hằng thường được trẻ em Việt Nam nhắc đến như một người bạn của chú Cuội, dựa theo cổ tích Cây đa và Chú Cuội rất nổi tiếng, gắn liền với Tết trung thu, nên hình tượng Chị Hằng và Chú Cuội đa phần rất được yêu mến bởi trẻ em.
Không giống như các vị thần Mặt Trăng đã được nhân cách hóa của các nền văn minh khác, Hằng Nga chỉ sống trên Mặt Trăng. Như là "người phụ nữ trên Mặt Trăng", Hằng Nga có thể coi là sự bổ sung cho khái niệm người phụ nữ trên Mặt Trăng của người phương Tây.
Miệng núi lửa trên Mặt Trăng có tên Chang-O là phiên âm của tên Thường Nga, do Hiệp hội Thiên văn Quốc tế IAU đặt.

## Hằng Nga bôn nguyệt
Có rất nhiều câu chuyện về Hằng Nga, nhưng sách Hoài Nam Tử, phần Lãm minh huấn (覽冥訓) có lẽ là ghi chép đầu tiên và sớm nhất có hệ thống về câu chuyện của Hằng Nga. Xưa kia, Hằng Nga và chồng của mình là Hậu Nghệ đã từng là những vị thần bất tử sống trên thượng giới.
Một ngày kia, mười người con trai của Ngọc Hoàng biến thành mười mặt trời, làm cho mặt đất trở nên nóng bỏng và khô cằn. Thất bại trong việc ra lệnh cho các con mình ngừng phá hủy mặt đất, Ngọc Hoàng triệu Hậu Nghệ đến cứu giúp. Hậu Nghệ, bằng tài bắn cung của mình, đã bắn hạ chín mặt trời, chỉ để lại một người con trai của Ngọc Hoàng làm mặt trời. Ngọc Hoàng rõ ràng là không vui mừng gì với giải pháp của Hậu Nghệ trong việc cứu mặt đất và các sinh linh trên đó: chín con trai của ông đã chết. Như là một sự trừng phạt, Ngọc Hoàng đày Hậu Nghệ và Hằng Nga xuống hạ giới để sống cuộc sống của con người.
Cảm nhận thấy là Hằng Nga rất đau khổ vì bị mất khả năng bất tử, Hậu Nghệ quyết định lên đường đi tìm thuốc trường sinh trong một cuộc hành trình dài và đầy gian khổ, nguy hiểm để hai người có thể trở lại cuộc sống bất tử. Vào cuối cuộc hành trình, Hậu Nghệ đã gặp được Tây Vương Mẫu. Tây Vương Mẫu đồng ý cho Hậu Nghệ một viên thuốc, nhưng dặn rằng mỗi người chỉ cần nửa viên để trở thành bất tử.
Hậu Nghệ mang viên thuốc về nhà và cất nó trong một cái hộp. Hậu Nghệ dặn Hằng Nga không được mở chiếc hộp và sau đó rời khỏi nhà trong một khoảng thời gian. Giống như Pandora trong thần thoại Hy Lạp, Hằng Nga trở thành người tò mò, Nàng mở chiếc hộp và nhìn thấy viên thuốc ngay khi Hậu Nghệ quay lại nhà. Sợ rằng Hậu Nghệ có thể nhìn thấy mình đang lục lọi chiếc hộp, nên vô tình Hằng Nga đã nuốt chửng viên thuốc. Ngay lập tức Hằng Nga bay lên trời do thuốc quá mạnh. Mặc dù Hậu Nghệ muốn bắn Hằng Nga để tránh không cho nàng bị lơ lửng trên bầu trời, nhưng chàng không thể nhằm mũi tên vào nàng.
Hằng Nga cứ bay lên mãi cho đến khi hạ xuống được Mặt Trăng. Đây được gọi là truyền thuyết Hằng Nga bôn nguyệt (姮娥奔月). Trên cung trăng, Hằng Nga kết bạn với một con thỏ ngọc đang chế thuốc trường sinh, cũng đang sống trên cung trăng.
Một người bạn khác là người thợ đốn củi Ngô Cương (hay cũng chính là Chú Cuội xuất hiện trong thần thoại dân gian Việt Nam). Người thợ đốn củi này trước đó đã có một người vợ,do vấp ngã nên mắc chứng hay quên. Người vợ hay quên lời chồng dặn nên đã tưới cây bằng nước bẩn, cây bứt gốc bay lên, chú cuội đu theo và bay về trời .Từ đó, cứ mỗi năm người ta lại thấy có bóng một người trên cung trăng( người ta nói rằng đó chính là Chú Cuội ).

## Các truyền thuyết dị bản

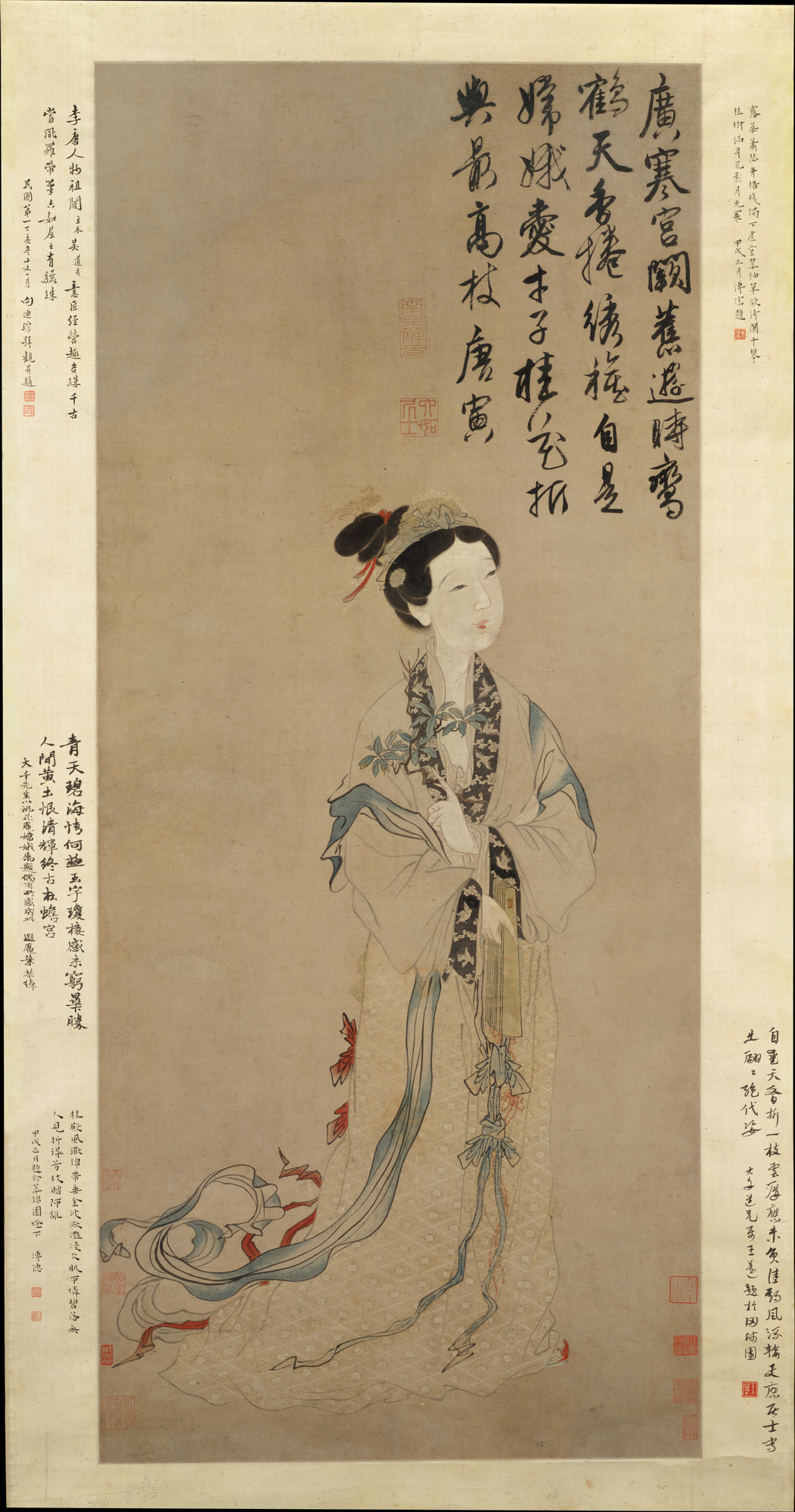
Minh họa Hằng Nga bởi hội họa thời nhà Minh.

### Với Hậu Nghệ
Có truyền thuyết khác, Hằng Nga là một cô gái trẻ sống trong cung điện của Ngọc Hoàng trên thiên giới, nơi chỉ có các vị thần tiên bất tử sống. Một ngày, nàng vô tình đánh vỡ một chiếc bình sứ quý báu. Vô cùng bực tức, Ngọc Hoàng đày nàng xuống trần, nơi con người sinh sống. Nàng chỉ có thể trở về trời nếu như làm được những việc có ích khi sống tại mặt đất.
Tại hạ giới, có 10 con kim ô đậu ở cây Phù Tang giữa biển đông, mỗi ngày một con bay từ Đông sang Tây, tạo ra ánh sáng cho hạ giới. Các con quạ vàng này chính là các mặt trời. Nhưng một ngày kia cây Phù Tang bị đổ, mười con Quạ Vàng bay khắp bầu trời, tạo thành mười Mặt Trời thiêu đốt thế giới khiến cây cối chết hết. Khi đó một chàng trai có tài bắn cung giỏi nhất là Hậu Nghệ đã giương cung bắn rơi chín con quạ, và định bắn nốt con thứ mười thì Hằng Nga xuất hiện và ngăn lại, để lại một Mặt Trời cho thế gian.
Người dân tôn Hậu Nghệ làm vua, chàng cưới Hằng Nga, con nhà bần nông nhưng xinh đẹp tuyệt trần làm vợ, đúng như lời Nguyệt Lão se duyên. Nhưng Hậu Nghệ nhanh chóng trở thành một bạo chúa. Hậu Nghệ tìm kiếm sự bất tử bằng cách ra lệnh chế thuốc trường sinh để kéo dài cuộc sống của mình. Thuốc trường sinh dưới dạng một viên thuốc gần như đã sẵn sàng khi Hằng Nga nhìn thấy nó. Nàng đã nuốt viên thuốc này, hoặc là vô tình hoặc là có chủ ý. Việc này làm Hậu Nghệ, tức giận. Cố gắng bỏ chạy, Hằng Nga đã nhảy qua cửa sổ của căn phòng ở tầng trên của cung điện, và thay vì bị rơi xuống thì nàng lại bay lên được về hướng Mặt Trăng.
Hậu Nghệ cố gắng bắn hạ nàng nhưng không thành. Bạn đồng hành của Hằng Nga trên cung trăng là một con thỏ ngọc đang nghiền thuốc trường sinh trong một chiếc cối giã lớn.
Trên cung trăng còn có một người thợ đốn củi đang cố gắng đốn hạ cây quế, nguồn tạo ra cuộc sống. Nhưng chàng càng đốn nhanh bao nhiêu thì thân cây lại liền lại nhanh bấy nhiêu và chàng không bao giờ đạt được mục đích của mình. Người Trung Quốc sử dụng hình ảnh cây quế để giải thích sự sống có sinh có tử trên Trái Đất - các cành cây luôn luôn bị chặt - đó là cái chết, nhưng các chồi mới cũng luôn luôn sinh ra - đó là sự sống.

### Người phàm
Truyền thuyết ở Việt Nam cũng lưu giữ một vài dị bản về Hằng Nga.
Nguyên Hằng Nga là một cô gái trẻ sống trong cung điện của Ngọc Hoàng trên thiên giới, nơi chỉ có các vị thần tiên bất tử sống. Trong một lần xuống trần gian du ngoạn cùng con gái Ngọc Hoàng là Liễu Hạnh công chúa thì Hằng Nga đã phải lòng một người phàm tên là Nghệ. Được sự chấp thuận của Liễu Hạnh, nên Hằng Nga-Nghệ đã lấy nhau và sống vô cùng hạnh phúc.
Nhưng thời gian trôi qua thì Nghệ ngày càng già đi trong khi Hằng Nga vẫn trẻ mãi. Nghệ rất sợ một ngày nào đó Hằng Nga sẽ chê mình quá già rồi bỏ đi hoặc nếu không thì cái chết cũng sẽ chia lìa hai người nên Nghệ đã nhờ Hằng Nga lên thiên giới đánh cắp viên thuốc trường sinh bất lão cho mình. Vì tình yêu nên nàng đành nghe theo nhưng đã bị Ngọc Hoàng Thượng đế phát hiện.
Ông rất tức giận bèn giết chết Nghệ và đày Hằng Nga ở trên cung trăng mãi mãi. 

### Vị vua hung ác
Nhiều năm sau khi đã trở thành thần Mặt Trăng, Hằng Nga nhìn xuống mặt đất và thấy có một tên vua hung ác ngồi trên ngai vàng. Để giúp đỡ mọi người, Hằng Nga đã tái sinh thành một người và xuống mặt đất. Các thành viên khác trong gia đình nàng đã bị tên vua này giết chết hoặc bắt làm nô lệ, nhưng Hằng Nga đã trốn thoát về vùng nông thôn.
Trong thời gian ấy, tên vua hung ác đã có tuổi và bị ám ảnh bởi ý nghĩ tìm kiếm thuốc trường sinh. Hắn bắt mọi người đến để tra hỏi cách tìm ra thuốc trường sinh; lẽ dĩ nhiên là không ai biết, nhưng tên vua này không chấp nhận các câu trả lời và hành hình tất cả những người không có câu trả lời hoặc có câu trả lời mà ông ta không thỏa mãn.
Ở nông thôn, Hằng Nga gặp Quan Âm, và Quan Âm đã đưa cho Hằng Nga một viên thuốc "trường sinh" nhỏ. Hằng Nga đem viên thuốc tới cho tên vua. Tên vua đa nghi này ngờ là thuốc độc nên đã ra lệnh cho Hằng Nga thử trước. Sau khi nàng thử và không có biểu hiện ngộ độc nào thì tên vua kia uống viên thuốc và chết ngay lập tức. Sau đó, Hằng Nga cũng rời khỏi thế giới con người. Do nếm ít nên tác động của viên thuốc chỉ là làm chậm lại cái chết của nàng. Tuy nhiên, thay vì hấp hối, nàng đã kịp thời quay lại Mặt Trăng để biến thành nữ thần của cung trăng.

## Đạo giáo
Trong Đạo giáo, Hằng Nga được coi là vị thần Mặt Trăng, gọi là Thái Âm tinh quân (太陰星君).
Tôn xưng đầy đủ của nàng là Nguyệt Cung Hoàng Hoa Tố Diệu Nguyên Tinh Thánh Hậu Thái Âm Nguyên Quân (月宮黃華素曜元精聖后太陰元君), hoặc là Nguyệt Cung Thái Âm Hoàng Quân Hiếu Đạo Minh Vương (月宮太陰皇君孝道明王).

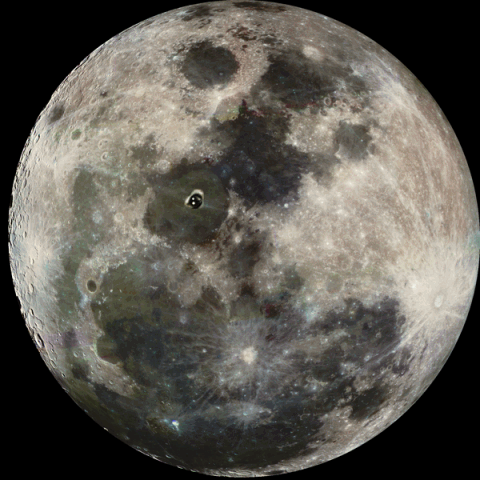
Hình Mặt Trăng
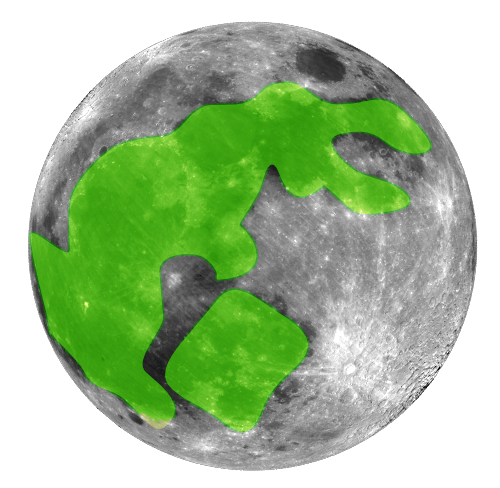
Liên tưởng thành con thỏ
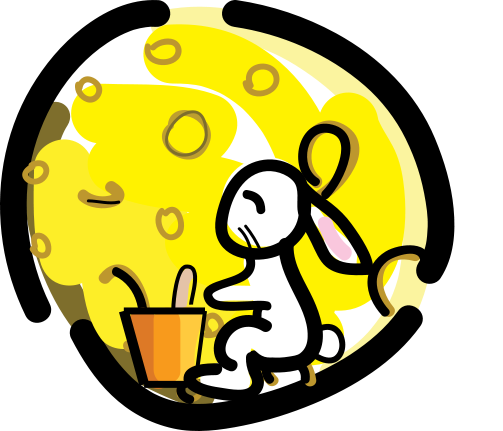
Hình dung của người Trung Quốc xưa